# Rangau-Pfalz-Weg
Der Rangau-Pfalz-Weg (FAV 009) ist ein Fernwanderweg von Cadolzburg in Mittelfranken nach Sindlbach in der Oberpfalz. Er ist 104 km lang und verläuft durch Rangau, Fränkisches Seenland und Oberpfälzer Jura. Benannt ist der Weg nach den beiden Regionen Rangau und Oberpfalz.
Markiert wird der Verlauf mit dem Wegzeichen „roter Punkt auf weißem Grund“.
Der Wanderweg beginnt in Cadolzburg und führt zunächst in südwestlicher Richtung nach Unterschlauersbach und quert das Bibert-Tal bei Münchzell. Vor dort geht es südlich weiter Richtung Heilsbronn und Neuendettelsau. Der Weg dreht nach Osten und führt nach Abenberg sowie zur Aurach bei Roth. Bei Meckenlohe quert der Weg den Main-Donau-Kanal. Über Allersberg geht es ins Oberpfälzer Jura und weiter nach Seligenporten und Pölling bei Neumarkt in der Oberpfalz. In nördlicher Richtung geht es weiter zum alten Ludwig-Donau-Main-Kanal, bevor nach der Burgruine Haimburg der Zielort Sindlbach erreicht ist.

## Streckenverlauf
- Cadolzburg (Burg Cadolzburg, Bahnhof)
- Unterschlauersbach
- Münchzell (Bibert)
- Heilsbronn (Grablege der fränkischen Hohenzollern im Münster, Bahnhof)
- Neuendettelsau (Schloss Neuendettelsau, Bahnhof)
- Abenberg (Burg Abenberg)
- Rothaurach (Aurach, Bahnhof Roth)
- Büchenbach (Bahnhof)
- Meckenlohe (Main-Donau-Kanal)
- Allersberg (Bahnhof)
- Seligenpforten (Oberpfälzer Jura, Kloster Seligenporten)
- Pölling (Bahnhof)
- Berg (Ludwig-Donau-Main-Kanal)
- Haimburg (Burgruine Haimburg)
- Sindlbach